# Луку, Конан
Конан Жорес-Ульрих Луку  (фр. Konan Jaures-Ulrich Loukou; род. 15 июня 2005, Исиа, Сассандра-Марахуэ) — ивуарийский футболист, нападающий клуба «Шериф».

## Карьера
Выступал в ивуарийском клубе «Иссиа Вази», откуда в сентябре 2023 года перебрался в тираспольский «Шериф», где присоединился ко второй команде. В середине октября 2023 года футболист был переведён в основной состав клуба. Дебютировал за клуб 21 октября 2023 года в матче против клуба «Спартаний», выйдя на замену на 66 минуте. Первым результативным действием за клуб отличился 1 ноября 2023 года в матче Кубка Молдовы против клуба «Унгень», отдав голевую передачу. На протяжении сезона выступал в составе тираспольского клуба только во внутренних турнирах, не попав в заявку на еврокубковую компанию, где «Шериф» выступал на групповом этапе Лиги Европы УЕФА. Вместе с клубом стал серебряным призёром чемпионата. В своём следующем сезоне пропустил почти все матчи, лишь единожды появившись на поле под конец чемпионата, который вновь завершил с серебряными медалями, также став обладателем Кубка Молдовы. Также в мае 2025 года сообщалось о возможном уходе игрока из клуба, с которым у того заканчивался срок действия контракта.
В июне 2025 года вместе с тираспольским клубом приступил к подготовке к новому сезону. Первый матч в сезоне сыграл 22 июня 2025 года против кишинёвского клуба «Политехника УТМ», выйдя на поле в стартовом составе. В июле 2025 года вместе с клубом отправился на квалификационные матчи Лиги Европы УЕФА. Первый матч в рамках еврокубкового турнира сыграл 24 июля 2025 года против нидерландского «Утрехта», выйдя на замену на 76 минуте.

## Достижения
«Шериф»
- Обладатель Кубка Молдовы: 2024/25